# Irresistible
Irresistible är popsångerskan Jessica Simpsons andra album. Det släpptes den 29 maj 2001 och gick direkt in på plats sex på Billboardlistan i USA. Skivan blev dock inte en så stor hit som man hoppats och sålde bara i 730 000 exemplar i USA. På albumet arbetade Simpson bland andra med Marc Anthony och Nick Lachey.

## Låtlista
1. "Irresistible" (Anders Bagge, A. Brigissan, Pamela Sheyne) - 3:14
2. "A Little Bit" (Kara DioGuardi, Steve Morales, D. Siegelk) - 3:47
3. "Forever in Your Eyes" (Nick Lachey, R. Lawrence) - 3:38
4. "There You Were" med Marc Anthony (L. Biancaniello, T. Lacy, S. Watters) - 4:25
5. "What's It Gonna Be" (K. Love, T. Oliver) - 4:41
6. "When You Told Me You Loved Me" (W. Afanasieff, Billy Mann) - 3:48
7. "Hot Like Fire" (C. Rooney) - 4:17
8. "Imagination" (L. Daniels, R. Jenkin, F. Jerkins, Mischle) - 4:25
9. "To Fall in Love Again" (Afanasieff, Lachey) - 4:57
10. "For Your Love" (Biancaniello, Watters) - 4:20
11. "I Never" (Daniels, Jenkin, Jerkins, Mischle) - 4:34
12. "His Eye Is on the Sparrow" (C. Gabriel, L. Goss, C. Martin) - 4:37

## Singlar
- Irresistible
- A Little Bit
- I Never
- When You Told Me You Loved Me